# Mieke van Ingen
Mieke van Ingen, geboren als Wilhelmina Anna Maria Bakker (Abtswoude (Delft), 1962) is een Nederlands beeldend kunstenares, actief als graficus, schilder en tekenaar. Ze woont en werkt afwisselend in Delft en Zuid-Frankrijk.

## Levensloop en werk
Van Ingen studeerde fotografie en film van 1981-1982 aan de Vrije Academie, en schilderen en grafische kunst van 1982-1987 aan de Koninklijke Academie van Beeldende Kunsten te Den Haag, waar zij onder andere les heeft gehad van Rien Bout, Har Sanders en Auke de Vries
Van 1975 tot 1992 was ze werkzaam in Katwijk en vanaf 1993 werd dit afgewisseld met verblijven in Wassenaar, Delft en bij Avignon in Frankrijk. In 2008 emigreerde zij naar het zuiden van Frankrijk. Zij schildert, etst en exposeert vanuit haar studio "Au Souffle d'Or" in de Gard. 
Zij is lid van de Beroepsvereniging van Beeldende Kunstenaars te Amsterdam en van de Vereniging Kunstbelangen te Delft. Werk van Van Ingen is geëxposeerd op tentoonstellingen in binnen- en buitenland, onder meer in New York.

## Werk
Haar werk bestaat onder meer uit grote veelkleurige acrylverfschilderijen in zowel abstracte en figuratieve stijl. Van Ingen laat zich inspireren door motieven die ze haalt uit planten, wolken en water en verwerkt deze in haar schilderijen maar ook in tekeningen en etsen.
Ze laat zich beïnvloeden door de werking en verdeling van horizontale en verticale lijnen die ook benadrukt werden door de leden van de kunststroming De Stijl en die voortvloeien uit de westerse theosofie. De verticale lijnen vertegenwoordigen het actieve en de horizontale de passieve kenmerken van het leven en zo vormen zij de basis ervan. 